# Тарагона
Тарагона (кат. Tarragona) град је који се налази на медитеранској обали у шпанској аутономној заједници Каталонија, и главни је град покрајине Тарагона. Град има веома дугу културну традицију и такође је једна од омиљених туристичких дестинација у Шпанији захваљујући колико својим плажама, толико и културној заоставштини. УНЕСКО је археолошко налазиште римског града Тарако прогласио светском баштином 2000. године.

## Историја
Према неким изворима, град су основали Феничани који су га назвали Тархон што на феничанском језику значи утврда. Име је добио због свог стратешког положаја на брду високом око 200 m, на реци Франколи, у заливу између Пиринеја и реке Ебро.
Утврдили су га и проширили римски генерали, браћа Публије и Гнеј Сципион у 3. веку п. н. е. који су га користили као тврђаву против Картагињана. У Римском царству град се пуним именом звао Colonia Iulia Urbs Triumphalis Tárraco и био је управно и судско седиште провинције Тараконске Хиспаније. Ливије у 1. веку. п. н. е. спомиње његову луку, а према Ератостену имао је поморску станицу са путом. Цар Октавијан Август је презимио у овом граду након освајања Кантабрије, што је обележено с неколико латинских натписа, али и свечаним називом који је додељена граду: Colonia Victrix Togata и Colonia Julia Victrix Tarraconensis. Град је ковао свој новац и сматрао се најбогатијим на обали, једнаким граду Нова Картагина (данашња Картахена). Песник Марцијал је опевао његове плодне долине препуне винових лоза и осунчане обале.
Град је имао бурну прошлост, тако да се и данас на подручју град налазе бројни остаци из давних времена. Старе грађевине су кроз историју послужиле становницима као извор грађевинског материјала, тако да су многе знатно оштећене (нпр. Амфитеатар у Тарагони).

## Становништво
Према процени, у граду је 2014. живело 132.199 становника.

| 1981.   | 1989.   | 2002.   |
| ------- | ------- | ------- |
| 111.689 | 110.153 | 113.129 |

## Партнерски градови
- Клагенфурт
- Воирон
- Авињон
- Орлеан
- Поцуоли
- Алгеро
- Помпеи
- Пушкин
- Стафорд